# Едвард Бернейз
Е́двард Луї́ Берне́йз (22 листопада 1891 — 9 березня 1995) — австро-американський піонер в галузі зв'язків з громадськістю та пропаганди, у некролозі якого назвали «батьком зв'язків з громадськістю».

## Життя та вплив
Е. Бернейз об'єднав ідеї Гюстава Ле Бона і Вілфреда Троттера про психологію натовпу з психоаналітичними ідеями свого дядька, Зигмунда Фрейда. Він відчував, що маніпуляції — незамінні у суспільстві, яке він вважав ірраціональним і небезпечним, як результат «стадного інстинкту», описаного Троттером. Премійований документальний фільм Адама Кьортіса (Adam Curtis)для BBC (The Century of the Self — століття особистостей), показує Бернейза як творця сучасних суспільних відносин, його було названо одним з 100 найбільш впливових американців 20-го століття журналом Life. 
Народився у 1891 році у Відні в єврейській сім'ї, Бернейз був подвійним племінником піонера психоаналізу Зигмунда Фрейда. Його мати була Зигмундовою сестрою — Анною, батько — Елі Бернейз, брат Фрейдової дружини — Марти Бернейз. У 1892 році його сім'я переїхала до Нью-Йорка, де він відвідував вищу школу Девіта Клінтона.
У 1912 році він закінчив Корнельський університет зі ступенем в галузі сільського господарства, але вибрав журналістику своєю першою кар'єрою. Бернейз одружився з Доріс Флейшман у 1922 році.
Працюючи в адміністрації Вудро Вільсона під час Першої світової війни з Комітетом з питань громадської інформації, справив великий вплив на просування ідеї, яка говорила, що зусилля Америки у ході війни були в першу чергу спрямовані на «встановлення демократії в усій Європі». Після війни він був запрошений Вудро Вільсоном для участі в Паризькій мирній конференції в 1919 році. 
Приголомшений мірою, в якій гасло демократії сколихнуло громадськість як вдома, так і за кордоном, він цікавиться, чи може ця пропагандистська модель бути використана в мирний час. У зв'язку з негативними асоціаціями навколо слова пропаганда, через його використання німцями в Першу світову війну, він ввів термін «зв'язки з громадськістю». 
Згідно з інтерв'ю BBC з дочкою Бернейза — Енн, Бернейз відчував, що на демократичне рішення громадськості «не слід покладатися», і він побоювався, що «вони (американська громадськість) можуть дуже легко голосувати не за ту людину, або бажати чогось неправильного, тому Ними потрібно керувати зверху». За тлумаченням Енн, це «керівництво» означало свого роду ідеологію «освічений деспотизм». 

Це міркування було сильним і вплинуло на Волтера Ліппмана, одного з найвідоміших американських політичних оглядачів того часу. Бернейз та Ліппман сиділи разом у комітеті США з питань громадської інформації, та Бернейз широко цитував Ліппмана в своїй фундаментальній роботі «Пропаганда». 
Бернейз також спирався на ідеї французького письменника Гюстава Лебона, творця психології натовпу, і Вілфреда Троттера, який просував подібні ідеї в англомовному світі у своїй книзі «Інстинкти стада у спокої та війні». 

Бернейз посилається на цих двох авторів у своїх працях. Троттер, який здійснював хірургічні операції голови та шиї лікарні Університетського коледжу (University College Hospital) в Лондоні, читав роботи Фрейда, і він представив Вілфреду Біону, з яким він жив і працював, ідеї Фрейда. 
Коли Фрейд втік з Відня до Лондона після аншлюсу (Anschluss), Троттер став його особистим лікарем, і Вулфред Біон та Ернест Джонс стали ключовими членами руху фрейдистського психоаналізу в Англії, і розвивали область групової динаміки, значною мірою пов'язану з Тавістокським інститутом, де працювало багато послідовників Фрейда. Таким чином, ідеї психології та психоаналізу згрупувалися в Лондоні навколо Другої світової війни.

Зусилля Бернейза у сфері суспільних відносин сприяли популяризації теорій Фрейда в Сполучених Штатах. Бернейз також вперше дослідив користь використання для ПР-індустрії психології та інших соціальних наук у проектуванні громадських кампаній (переконання).
Якщо ми розуміємо механізм і мотиви групового розуму, чи не можливо контролювати і полки маси, відповідно до нашої волі та без їхнього відома? Недавня практика пропаганди довела, що це можливо, принаймні до певної точки, та в певних обмеженнях. Бернейз назвав цю наукову техніку формування думки «технікою згоди».
Бернейз почав свою кар'єру як прес-агент в 1913 році, консультуючи в театрах, на концертах і балеті. У 1917 році президент США Вудро Вільсон реалізував одну зі своїх ідей, він створив Комітет з питань громадської інформації. Бернейз, Карл Бйор і Джон Прайс Джонс працювали разом, задля впливу на громадську думку, шляхом підтримки американської участі у Першій світовій війні.

## Кар'єра
У 1919 році він відкрив свій офіс, як консультант з питань зв'язку з громадськістю в Нью-Йорку. Він прочитав перший курс ПР в Нью-Йоркському університеті у 1923, публікуючи першу приголомшливу книгу зі зв'язків з громадськістю, що називалася «Кристалізація громадської думки».
Що стосується великого числа досягнень Бернейза, він завжди працював з величезною кількістю відомих клієнтів, у тому числі Procter & Gamble, American Tobacco Company, the United Fruit Company, General Electric, Dodge Motors. Окрім його внеску у ці відомі і потужні організації, Бернейз здійснив революцію суспільних відносин, шляхом об'єднання традиційної прес агентури з методами психології та соціології, щоб створити те, що один письменник назвав «наукою про галас».

## Методи
Бернейз визначив і популяризував користь використання прес-релізу, після його винаходу піарником Айві Лі, який опублікував прес-реліз після катастрофи залізничної дороги в Атланті.

## Кампанії
Деякі з кампаній, над якими працював Бернейз:
- 1913 Бернейз був найнятий актором Річардом Беннеттом для захисту гри, яка підтримує статеве виховання, від втручання поліції. Бернейз створив групу, названу «Медичний огляд оглядів Соціологічного фонду» (офіційно пов'язана з боротьбою венеричним захворюванням) з метою схвалення гри.

- Балет Дягілєва 1915 (Росія) в американському турне, переконання писати статті в журналах, які говорили людям, що балет цікаво дивитися.

- У 1920-х працював на американській тютюнової компанії, він послав групу молодих моделей на березневий парад Нью-Йорку. Потім він повідомив пресі, що група демонстрантів, що відстоюють права жінок, запалить «Смолоскипи Свободи». За його сигналом, моделі запалили Lucky Strike у вигляді жесту «Свобода». Це допомогло порушити табу щодо куріння жінок у громадських місяцях. Протягом цього десятиліття він також займається рекламою для NAACP. [22]

- Бернейз використовував ідеї свого дядька Зигмунда Фройда, щоб допомогти переконати громадськість, серед іншого, що яєчня з беконом, це істинний всеамериканський сніданок.

- У жовтні 1929 року, Бернейз був залучений до промоції «Золотого ювілею світла». У заході, який проходив на кілька великих міст в США, та був розроблений на честь 50-річчя винаходу Томасом Едісоном лампочки. Публічні елементи ювілею, від особливого випуску штампу США для пошти та «відтворення» винаходу електричної лампочки Едісона, до загальнонаціональної аудиторії радіо — що допомогла довести великі ідеї і «галас».

- Бернейз намагався допомогти сіткам для волосся компанії Venida, змусивши жінок носити довге волосся, таким чином вони б використовували сітки для волосся більше. Кампанія не вдалася, але на це вплинули інші чинники.

- Він працював з Procter & Gamble для мила Ivory. Кампанії вдалося переконати людей, що Ivory медично перевершує інші мильні засоби. (До всього ж, воно не тонуло).

- У 1930-х роках, його кампанія для Dixie Cup була розроблена, щоб переконати споживачів у тому, що тільки одноразові стаканчики є санітарними.

- У 1930-х роках, він спробував переконати жінок, що сигарети Lucky Strike «лісовий зелений» — мають наймодніший колір упаковки. Були написані листи для інтер'єру і модельєрів, універмагів, і видатних жінок суспільства з акцентуванням зеленого, як нового гарячого кольору упродовж сезону. Кулі, галереї виставок, і вікна відображають всі ознаки зеленого, Бернейз слідує за ними. Результатом стало те, що зелений дійсно став дуже гарячим кольором для 1934 сезону і Lucky Strike зберегли свій колір упаковки та жіночої клієнтури недоторканими.

- 1939 рік, він — директор з реклами Нью-Йоркського Світового ярмарку.

- Після його напів-відставки в 1960-х він працював з антитютюновою групою адвоката Джона Банжафа.

### Жіноче куріння
Однією з найвідоміших кампаній Бернейза було кампанія пропагування жіночого куріння в 1920 році.
Бернейз допоміг тютюновій промисловості подолати одне з найбільших соціальних табу того часу: жіноче куріння в громадських місцях. Жінкам дозволялося палити тільки в спеціально відведених місцях, або взагалі заборонялося. Порушення правила приводило до арешту.
Бернейз поставив у 1929 році Великодній парад у Нью-Йорку, показуючи освітлені моделі Lucky Strike, або «факели свободи». Після історичного публічного заходу, жінки почали світитися більш ніж будь-коли раніше. Саме завдяки Бернейзу звичка жіночого куріння почала ставати соціально прийнятною. Бернейз створив цю подію як новину, якою, звичайно, вона не була. Бернейз був переконаним, що галузь новин, а не реклама, найкращим засіб, щоб нести їх повідомлення та не викликати підозри та зневаги населення.

### Ситні сніданки
Один з улюблених методів Бернейза маніпулювання громадською думкою передбачав непрямий вплив на владну третину аудиторії. «Якщо ви можете впливати на лідерів, за їхньої свідомої співпраці або без неї, ви автоматично впливаєте на групу, яка сумнівається», сказав він. Для того, щоб стимулювати продажі бекону, наприклад, він провів дослідження серед фізіологів, які говорили, що сніданок має бути ситним. Він послав результати опитування до 5000 лікарів, що рекомендували бекон і яйця як ідеальний щільний сніданок, що для здоров'я буде кращим, аніж традиційний сніданок, що складається з чаю (або кави) і тосту.
Бернейз часто спирався на психоаналітичні ідеї дядька Зигмунда в інтересах торгівлі для того, щоб сприяти, за допомогою непрямого, у реалізації різноманітних товарів, як сигарети, мило і книги. Крім Фрейдових теорій, він використовував ідеї Івана Павлова.

### Повалення уряду Гватемали
Найбільш екстремальна політична пропагандистська діяльність Бернайза, як стверджується, була проведена на замовлення транснаціональної корпорації United Fruit Company (нині — Chiquita Brands International) та урядом США, що сприяла успішному поваленню (див. Операція PBSUCCESS) демократично обраного президента Гватемали полковника Джакобо Арбенса Гусмана.
Пропаганда Бернайза, брендинг Арбенса як комуніста, публікації в основних засобах масової інформації США. Термін «бананова республіка» насправді виник по відношенню до панування Юнайтед Фрут у корумпованому уряді Гватемали та інших країнах Центральної Америки.

## Про Бернейза
Історик PR-галузі Скотт Катліп описує Бернейза як «можливо, найбільш казкову і захопливу особистість в суспільних відносинах, яскраву людину, навіть занадто, і, перш за все, інноваційного мислителя і філософа цього покликання, яке знаходилося в зародковому стані, коли він відкрив свій офіс у Нью-Йорку в червні 1919 року».
Бернайз використовував «теорію Фрейда», щоб взаємодіяти з концепцією суспільного комунізму. Як він вважав, ми не слабнемо від того, що громадськість боїться комунізму, він скоріше сприяє страху і грі з емоціями глядачів цього. Ця теорія була настільки потужною, що стала зброєю проти комунізму за часів холодної війни.

## Філософія та PR
Бернайзові документи, відкриті у квітні 2010 року, містили цінну інформацію про утворення галузі в двадцяті роки. «Біографія Ідеї: Спогади PR-консультанта» Едварда Л. Бернейза (1965) містить огляд десятиліття.
Бернейз, який ішов за своїм покликанням в Нью-Йорку з 1919 по 1963 рік, називав себе «захисником зв'язків із громадськістю». Він дуже відзначав поняття про відмінності між тим, що він зробив, і тим, що зробили люди в рекламі.
Нарівні з Бернейзом, як найбільш затребуваним адвокатом суспільних відносин десятиліття, був Айві Ледбеттер Лі, серед головних клієнтів якого були Джон Д. Рокфеллер-старший, Bethlehem Steel, залізниця Пенсільванії.
Існувало чітке переконання, що пропаганда і новини були законними інструментами його бізнесу, він був здатний запропонувати філософські виправдання для цих вірувань, які в кінцевому підсумку охопили весь демократичний спосіб життя, на думку Бернейза. Це означає, що Бернайз зробив у зв'язках із громадськістю крок, відмінний від того, що вже робили рекламісти.
Бернейз бачив утопічне суспільство, в якому люди небезпечної лібідинальної, психічної та емоційної енергії, пов'язаної з інстинктивними біологічними потягами. Бернейзом розглядав це як небезпеку, враховуючи його спостереження фашистського суспільства, де німці під керівництвом Гітлера, використовували корпоративні еліти задля економічної вигоди. Завдяки використанню масового виробництва, великий бізнес може забезпечувати постійну тягу ірраціональної за своєю суттю і бажаннями керованої маси, одночасно забезпечуючи ніші економіки масового виробництва (навіть у мирний час) настільки добре, наскільки це можливо, допоки небезпечна тварина загрожує розірвати суспільство.
Магістральне, філософське вчення Бернейза ми бачимо як доказ у «Маніпуляції Громадською думкою» (1928), коли він пише: «Це епоха масового виробництва. У масовому виробництві матеріалів опірна методика була розроблена і застосована до їх розподілу. У цій епосі теж повинна бути техніка для масового поширення ідей». Проте, він все ж визнав потенційну небезпеку в такій великій схемі і в «цій справі пропаганди» (1928), як і скрізь, звучало велике застереження до своїх баченням: «ніколи не займати положення чи позицію, яка ставить обов'язки групи, яку він представляє, вище його боргу перед суспільством». Варто згадати також рекламну кампанію сигарет, про яку він жалкував пізніше, після того, як його дружина померла від раку легень.

## Примусовий асортимент
Як видно з опису його кампанії з пропаганди автомобілів Dodge, Бернейз володів особливим даром маркетингової стратегії, яку називають «прив'язка». У рамках цієї стратегії, один майданчик, можливість або привід для просування споживчих товарів (наприклад, радіо-реклама), пов'язувався з іншим (скажімо, газетною рекламою), а часом навіть третім (скажімо, виставкою універмагу торгового залу) або й четвертим (наприклад, важливим святом).
Крім відомих корпоративних клієнтів, таких як Procter & Gamble, американська тютюнова компанія, Ink Cartier, Best Foods, CBS, Unites Fruit Company, General Electric, Dodge Motors, та незліченної кількості інших знаменитостей, Бернейз також працював від імені багатьох некомерційних установ і організацій.
У 1950 році деякі його ідеї і бачення допомогли зобразити Індію як найбільш демократичну республіку в Азії, через ухвалення Народним конгресом Індії Біллю про права. Свобода преси, свобода слова, свобода віросповідання, свобода зборів, свобода петицій були додані до Конституції Індії.
Президент Кулідж теж був серед його клієнтів. Бернейз був найнятий, щоб поліпшити імідж Куліджа перед президентськими виборами 1924.

## Визнання і критика
Велика частина репутації Бернейза сьогодні виходить з його наполегливої піар-кампанії, щоб побудувати свою власну репутацію як «America's No. 1 Publicist». Під час своїх активних років, багато його однолітків в галузі були ображені безперервною саморекламою Бернейза. За словами Скотта Катліпа, «Бернейз був блискучою людиною, яка була захоплена кар'єрою, але, використовуючи старомодне слово, він був хвалько».
За словами Ірвіна Росса, іншого письменника, «Бернейзу подобалося думати про себе як про свого роду психоаналітика проблемних корпорацій». На початку 1920-х, Бернейз розмістив англійською мовою переклад «Загального вступу до психоаналізу» Фройда для публікації США. На додаток до пропаганди ідей Фройда, Бернейз використовував свої зв'язки з ним, щоб заснувати власну репутацію як мислителя і теоретика, репутацію, яка отримала подальший розвиток, коли Бернейз став автором кількох текстів пам'яток з власного життя, в першу чергу Кристалізація громадської думки (1923, ISBN 0 −87140-975-5), Пропаганда (1928, ISBN 0-8046-1511-X) і «Інженерна згоди» в анналах американської академії політичних і соціальних наук (березень 1947 р.).
Бернайзове «святкування» пропаганди допомогло визначити суспільні відносини, але не виграти в індустрії багатьох друзів. У листі на ім'я президента Франкліна Д. Рузвельта, суддя Верховного суду Фелікс Франкфуртер описав Бернейза і Айві Лі, як «професійних отруйників суспільної свідомості, експлуататорів дурості, фанатизму і особистого інтересу». І історія показала помилку в ідентифікації Бернайза «маніпуляції масами», як природної і необхідну особливість демократичного суспільства. Прихід націонал-соціалістів до влади в Німеччині показав, що пропаганда може бути використана для підриву демократії так само легко, як вона може бути використана для «вирішення конфлікту».
У своїй автобіографії 1965, Бернейз згадує вечерю в своєму будинку в 1933 році: Карл фон Віганд (Wiegand), іноземний кореспондент газети Херста, досвідчений в тлумаченні Європи, щойно повернувся з Німеччини, розповідав нам про Геббельса і його пропаганду, що планує консолідувати нацистську владу. Геббельс показав Віганду його пропагандистські бібліотеки, кращої Віганд досі не бачив. Геббельс, сказав Віганд, використовував мою книгу «Кристалізація громадської думки» як основу для своєї руйнівної кампанії проти євреїв Німеччини. Це вразило мене. … Очевидно, що в нападі на євреїв Німеччини не було ніякого емоційного сплеску нацистів, а була свідомо спланована кампанія…
```
За словами Джона Stauber і Шелдон Rampton, в опублікованому огляді біографії Ларрі Тай про Бернейза.
Принципово неможливо зрозуміти соціальні, політичні, економічні та культурні події останніх 100 років без розуміння Бернейза і його спадкоємців у професійній індустрії суспільних відносин. PR є явищем, і Бернейз, якого широко вихваляли як «батька зв'язків із громадськістю» в момент його смерті в 1995 році
 
— зіграв головну роль у визначенні філософії в галузі та методів.

Його спадщина залишається дуже спірною, одним зі свідчень цього є фільм Адама Кертіса (BBC; 2012).
```

## Праці
- "The Broadway Anthology 1917 ;(Онтологія Бродвея);
- "Crystallizing Public Opinion 1923;(Кристалізація громадської думки);
- A Public Relations Counsel (1927)(Адвокат ПР);
- An Outline of Careers; a practical guide to achievement by thirty-eight eminent Americans (1927)(План кар'єри);
- Verdict of public opinion on propaganda (1927) (Вердикт громадської думки пропаганді)
- Propaganda (1928), Horace Liveright, ISBN 978-0-8046-1511-2 (Пропаганда);
- This Business of Propaganda (1928)(Справа пропаганди);
- Universities—pathfinders in public opinion (1937)(Університет слідопитів у громадській думці);
- Careers for men; a practical guide to opportunity in business, written by thirty-eight successful Americans (1939)(Кар'єра для чоловіка)
- Speak up for democracy; what you can do—a practical plan of action for every American citizen (1940)(Виступи на захист демократії);
- Future of private enterprise in the post-war world (1942)(Майбутнє приватних підприємств у поствоєнному суспільстві);
- Democratic leadership in total war (1943) (Демократичне лідерстро у війні);
- Psychological blueprint for the peace—Canada, U.S.A. (1944) (Психологічна основа для миру);
- Public HYPERLINK «en:Public relations (book)» HYPERLINK "en:Public relations (book)"HYPERLINK "en:Public relations (book)"relations (1945) (Паблік рілейшинз);
- Take your place at the peace table (1945) (Займи своє місце за столом переговорів);
- What the British think of us; a study of British hostility to America and Americans and its motivation, with recommendations for improving Anglo-American relations (1950, co-author with his wife Doris Fleischman) (Що британці думають про нас)
- Engineering of consent (1955, contributor) OCLC 550584 (Технологія згоди);
- Your future in public relations (1961)(Твоє майбутнє в ПР);
- Biography of an idea: memoirs of public relations counsel (1965) (Біографія ідеї);